# Jesper Mathisen
Jesper Aleksander Mathisen (Kristiansand, 17 marzo 1987) è un ex calciatore norvegese, di ruolo difensore.

## Biografia
È il figlio di Svein Mathisen, ex calciatore dello Start.

## Caratteristiche tecniche
Viene schierato al centro della retroguardia. Dotato di un piede sinistro molto sensibile, imposta spesso l'azione offensiva ed è in grado di fornire palloni precisi ai suoi compagni di squadra. Forte nel gioco aereo, nonostante l'altezza è anche piuttosto veloce. Inoltre, è bravo nell'uno contro uno.
Originariamente era impiegato da attaccante, ma ha mantenuto un'attitudine offensiva che fa valere sui calci piazzati in zona d'attacco.

## Carriera

### Club

#### Gli esordi ed il prestito
Mathisen iniziò la carriera professionistica con la maglia dello Start. Il 17 ottobre 2004 debuttò in 1. divisjon, sostituendo Alex Valencia nella vittoria per 2-1 sullo Haugesund. In quella stagione, la sua squadra conquistò la promozione nell'Eliteserien. Il giovane difensore poté così esordire nella massima divisione norvegese il 26 giugno 2005, subentrando a Stefan Bärlin nel successo casalingo per 2-0 sul Bodø/Glimt.
Lo Start decise poi di cederlo in prestito al Bryne, per permettergli di acquisire esperienza. Il club non ricevette alcun compenso per l'accordo, che prevedeva la durata per tutto il mese di agosto (e la possibilità di estenderlo per il resto della stagione). Così, il 10 del mese, Mathisen scese in campo in luogo di Jørn Hagen nella sconfitta per 2-0 della sua nuova squadra, contro il Moss.

#### L'affermazione allo Start
Giocò 2 partite di campionato nel Bryne, tornando poi allo Start. Qui giocò soltanto sporadicamente per i successivi due anni. Il 10 maggio 2006, però, giocò nella sfida valida per l'edizione stagionale della Coppa di Norvegia, contro lo FK Arendal, dove mise a segno una tripletta che contribuì al successo per 10-1 del suo club. Il campionato 2007 si concluse con la retrocessione della squadra e Mathisen trovò maggiore spazio a partire dalla stagione seguente.
Il 5 ottobre 2008 arrivò anche la prima rete in campionato, nel 5-1 inflitto al Sandnes Ulf. Fu l'unico gol in 24 apparizioni, con cui Mathisen diede il suo contributo per la pronta risalita dello Start nell'Eliteserien. Il 6 maggio 2010 siglò la prima marcatura nella massima divisione, nella sconfitta per 3-2 contro il Lillestrøm.
Il 15 aprile 2014, rinnovò il contratto che lo legava allo Start per altre quattro stagioni.

### Nazionale
Mathisen giocò 2 partite per la Norvegia under 21. La prima di queste fu datata 7 giugno 2005, quando sostituì Magnus Myklebust nella sconfitta per 2-1 contro la Svezia under 21.

## Statistiche

### Presenze e reti nei club
Statistiche aggiornate al 22 febbraio 2016.
| Stagione       | Club         | Campionato   | Campionato | Campionato | Coppe nazionali | Coppe nazionali | Coppe nazionali | Coppe continentali | Coppe continentali | Coppe continentali | Supercoppe | Supercoppe | Supercoppe | Totale | Totale |
| Stagione       | Club         | Comp         | Pres       | Reti       | Comp            | Pres            | Reti            | Comp               | Pres               | Reti               | Comp       | Pres       | Reti       | Pres   | Reti   |
| -------------- | ------------ | ------------ | ---------- | ---------- | --------------- | --------------- | --------------- | ------------------ | ------------------ | ------------------ | ---------- | ---------- | ---------- | ------ | ------ |
| 2004           | Start        | 1D           | 2          | 0          | CN              | 0               | 0               | -                  | -                  | -                  | -          | -          | -          | 2      | 0      |
| gen.-ago. 2005 | Start        | ES           | 1          | 0          | CN              | 1               | 0               | -                  | -                  | -                  | -          | -          | -          | 2      | 0      |
| ago. 2005      | Bryne        | 1D           | 2          | 0          | CN              | 0               | 0               | -                  | -                  | -                  | -          | -          | -          | 2      | 0      |
| set.-dic. 2005 | Start        | ES           | 1          | 0          | CN              | 0               | 0               | -                  | -                  | -                  | -          | -          | -          | 1      | 0      |
| 2006           | Start        | ES           | 2          | 0          | CN              | 1               | 3               | CU                 | 0                  | 0                  | -          | -          | -          | 3      | 3      |
| 2007           | Start        | ES           | 2          | 0          | CN              | 0               | 0               | -                  | -                  | -                  | -          | -          | -          | 2      | 0      |
| 2008           | Start        | 1D           | 24         | 1          | CN              | 1               | 1               | -                  | -                  | -                  | -          | -          | -          | 25     | 2      |
| 2009           | Start        | ES           | 17         | 0          | CN              | 2               | 0               | -                  | -                  | -                  | -          | -          | -          | 21     | 0      |
| 2010           | Start        | ES           | 19         | 2          | CN              | 5               | 1               | -                  | -                  | -                  | -          | -          | -          | 24     | 3      |
| 2011           | Start        | ES           | 24         | 1          | CN              | 5               | 2               | -                  | -                  | -                  | -          | -          | -          | 29     | 3      |
| 2012           | Start        | 1D           | 24         | 4          | CN              | 3               | 0               | -                  | -                  | -                  | -          | -          | -          | 27     | 4      |
| 2013           | Start        | ES           | 23         | 2          | CN              | 1               | 0               | -                  | -                  | -                  | -          | -          | -          | 24     | 2      |
| 2014           | Start        | ES           | 4          | 0          | CN              | 0               | 0               | -                  | -                  | -                  | -          | -          | -          | 4      | 0      |
| 2015           | Start        | ES           | 0          | 0          | CN              | 0               | 0               | -                  | -                  | -                  | -          | -          | -          | 0      | 0      |
| Totale Start   | Totale Start | Totale Start | 141        | 10         |                 | 19              | 7               |                    | 0                  | 0                  |            | -          | -          | 160    | 17     |
| Totale         | Totale       | Totale       | 143        | 10         |                 | 19              | 7               |                    | 0                  | 0                  |            | -          | -          | 162    | 17     |